# Lengyel származású amerikaiak
Amerikai lengyelek (lengyelül: Polonia amerykańska) azok az amerikaiak akik részben vagy teljesen lengyel származásúak, vagy Lengyelország állampolgárai. Körülbelül 8.86 millió amerikai vallja magát lengyelnek, amely az USA teljese népességének 2.67%-a,  egy 2021-es felmérés szerint.
Az első lengyelek már 1608-ban megjelentek, nyolcan voltak és Jamestownban telepedtek le telepesként, érkezésükkel, 12 évvel megelőzték a zarándokpapok Massachusettsbe való érkezését. Két lengyel önkéntes – Kazimierz Pulaski és Kosciuszko Tádé – vezette tábornoki rangban az amerikai függetlenségi háborúban a katonákat, s ennek nyomán Amerika hősként emlékeznek rájuk manapság. Az éhezések miatt összesen 2.2 millió lengyel érkezett Amerikába, 1820 és 1914 között.  Többségükben római katolikusok, protestánsak, zsidók és egyéb kisebbségek voltak. A bevándorlók pontos száma ismeretlen. Ennek oka, hogy a 18. század vége és a 20. század eleje között érkezett lengyeleket az USA Bevándorlási Hivatala mint "orosz", "német" és "osztrák" vette nyilvántartásba, hiszen ekkoriban nem létezett lengyel állam és annak megfelelően sorolták be, hogy az akkor három részre felosztott Lengyelország Német Birodalom, Orosz Birodalom és Osztrák-Magyar Monarchia által uralt területéről érkezett-e . A pontos számuk megállapítását az is nehezíti, hogy a bevándorló lengyelek körében magas a vegyes házasságok aránya.  1940-ben 50%-uk vegyes házasságban volt, egy 1988-as tanulmány szerint az amerikai lengyelek 54%-a legalább három generációra visszamenőleg vegyes származású. A Lengyel Amerikai Kulturális Központ 19-20 millió fő közé becsüli azon amerikaiaknak a számát, akik valamilyen szinten lengyel származással rendelkeznek .
2000-ben, 667,414 fő,  5 évnél idősebb amerikai nyilatkozta, hogy a lengyel az otthon, családi körben beszélt nyelv, amely 1.4%-a azoknak az arányában akik az angolon kívül más nyelvet is beszélnek illetve az USA teljes népességének ez 0.25%-a.

## Történelem
A lengyel bevándorlók történelme három időszakra osztható, az első időszakban a gyarmati időszaktól 1870-ig, kis számban érkeztek lengyelek Amerikába egyénileg vagy kisebb családokban, és gyorsan asszimilálódtak és nem éltek elkülönülten a társadalomtól, ez alól kivétel az 1850-ben alapított Panna Maria, Texas államban.  Másik esetben, már 1608-ban érkeztek lengyel telepesek, Virginia gyarmatra, mint képzett kézművesek. Egyes zsidó származású lengyelek is asszimilálódtak a lengyel lakosságú városokban (illetve egyéb szláv és zsidó népességű településeken) annak érdekében hogy leplezni tudják zsidó identitásukat.
A második szakaszban 1870 és 1914 között jelentős lengyel bevándorlási hullám volt jellemző az akkori Német Birodalom, Orosz Birodalom és Osztrák-Magyar Monarchia területeiről. A lengyelek, különösképp a lengyel zsidók, családostul, a tágabb rokonsággal érkeztek és a főleg lengyelek illetve más szláv népek lakta negyedekbe telepedtek le, és azon voltak, hogy az otthoninál jobb béreket ígérő munkát kapjanak és így nagyon sokan a képzettséget nem igénylő munkákat kapták meg a gyárakban és a bányákban. A főbb Lengyel-amerikai szervezeteket is ekkor alapították meg, mert a lengyeleknek nagy volt a befolyása a katolikus egyházban, a hozzájuk tartozó egyházi iskolákban és a helyi közügyekben. Politikailag csak kevesen voltak aktívak.
A harmadik szakaszban amely 1914 óta tart, a tömeges bevándorlás jellemző Lengyelországból és a következő évtizedek amerikai lengyel generációi már teljesen asszimilálódtak a társadalomba. A lengyelek tömeges bevándorlása a 2000-es évek elején is folytatódott, majd Lengyelország 2004-es európai uniós csatlakozása óta visszaesett. A jövedelmi szintjük az átlag alattiból felment az átlag felettire. A lengyelek politikailag aktív szerepet játszottak az 1930-as és 1960-as évek között a liberális New Deal koalícióban, de ezt követően, sokan közülök az elővárosokba költöztek, és konzervatívabbak lettek és egyre kevésbé voltak demokrata szavazók .

## Demográfia
Helena Lopata (1976) azzal érvel, hogy a lengyelek több szempontból is különböztek a legtöbb amerikai bevándorló csoporttól. Jellemzően nem tervezték, hogy végleg maradnak és "amerikanizálódnak". Ehelyett ideiglenesen jöttek pénzt keresni, befektetni, és várni a megfelelő alkalmat, hogy visszatérjenek. Szándékuk az volt, hogy a régi világban kívánatos társadalmi státuszt biztosítsanak maguknak. Az ideiglenes bevándorlók közül azonban sokan úgy döntöttek, hogy tartósan amerikaiak lesznek.
Sokan találtak közülük fizikai munkát a pennsylvaniai szénbányákban és a nehéziparban (acélgyárak, vasöntödék, vágóhidak, olaj- és cukorfinomítók), a Nagy Tavak olyan városaiban, mint Chicago, Pittsburgh, Detroit, Buffalo, Milwaukee, Cleveland vagy Toledo.

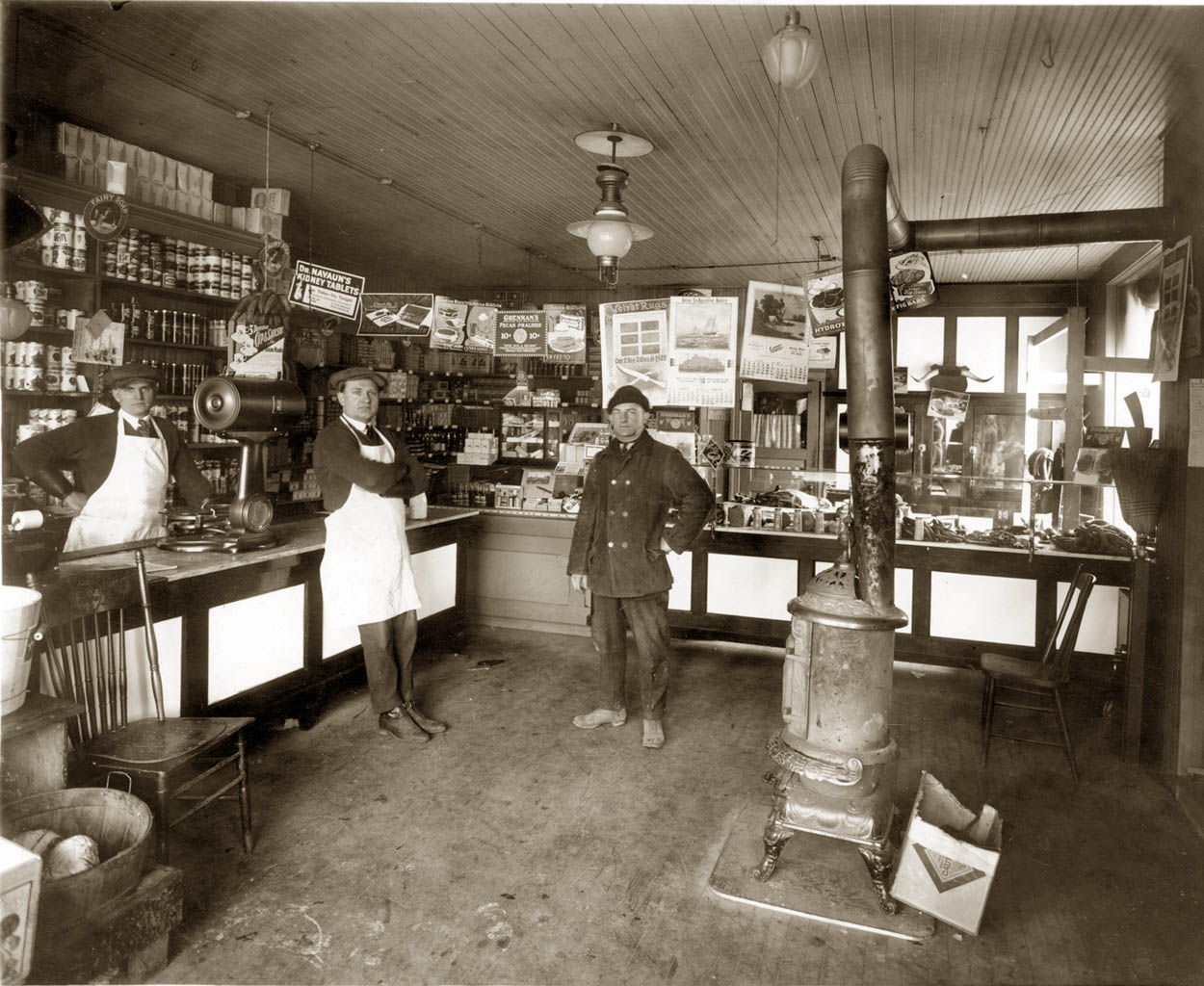
Lengyel-amerikai élelmiszerbolt, 1922, Detroit, Michigan

Az amerikai népszámlálás Chicagóban 1900-tól kezdve arra kérte a lengyel bevándorlókat, hogy lengyelt adják meg anyanyelvüknek, lehetővé téve a kormány számára, hogy külön nemzetiségként vegye nyilvántartásba őket akkor, amikor nem létezett lengyel nemzetállam. Az amerikai népszámlálás során nem tesznek különbséget a lengyel származású amerikaiak és a kisebbségi lengyelek leszármazottai, például zsidók vagy ukránok között, akik Lengyelország területén születtek és lengyel állampolgárnak vallották magukat. Ezért egyesek szerint a 10 millió amerikai lengyelnek csak egy része ténylegesen lengyel etnikai származású. Másrészt sok lengyel, amikor 1795 és 1917 között, amikor Lengyelország nem létezett ,az Egyesült Államokba érkezéskor, nem azonosította magát lengyel nemzetiségűként, hanem németnek, osztráknak vagy orosznak (ez a Lengyelország területét három részre felosztva 1795-1917 között megszálló országokra vonatkozott). Ezért a legalább részben lengyel felmenőkkel rendelkező amerikaiak tényleges száma jóval meghaladhatja a 10 millió főt. Az Egyesült Államok Népszámlálási Hivatalának 2011-es népességbecslése szerint 9 365 239 és 9 530 571 lengyel származású amerikai van, és több mint 500 000 külföldi születésű.
Történelmileg a lengyel-amerikaiak nagyon gyorsan asszimilálódtak az amerikai társadalomhoz. 1940 és 1960 között az amerikai lengyelek felsőosztálya gyermekeinek mindössze 20 százaléka beszélt rendszeresen lengyelül, szemben az ukránok 50 százalékával. Az 1960-as évek elején Detroit 300 000 lengyel-amerikai közül 3000-en változtatták meg a nevét minden évben. A lengyel nyelvtudás ritka a lengyel-amerikaiaknál, mivel 91,3%-uk „csak angolul” beszél. 1979-ben a 8 millió lengyel származású válaszadó arról számolt be, hogy csak 41,5 százalékuk volt egyetlen felmenői, míg a görögök 57,3 százaléka, az olaszok és a szicíliaiak 52 százaléka, valamint az ukránok 44 százaléka számolt be erről (tisztázás szükséges). A lengyel-amerikaiak a háború utáni korszakban nagy számban kötöttek más nemzetiségűekkel házasságot, és hajlamosak voltak a katolikus lakosságon belül is házasodni, gyakran német (17%), olasz (10%), kelet-európai (8%), ír (5%),   francia (4%), spanyolul beszélő (2%), litván (2%) és angol (1%) származásúakkal.

### Lengyel születésű lakosság
A lengyel származású népesség az Egyesült Államokban 2010 óta:
| Év   | Szám           |
| ---- | -------------- |
| 2010 | 475 503        |
| 2011 | </img> 461 618 |
| 2012 | </img> 440 312 |
| 2013 | </img> 432 601 |
| 2014 | </img> 424 460 |
| 2015 | </img> 419 332 |
| 2016 | </img> 424 928 |
| 2017 | </img> 418 775 |

## Lengyel közösségek

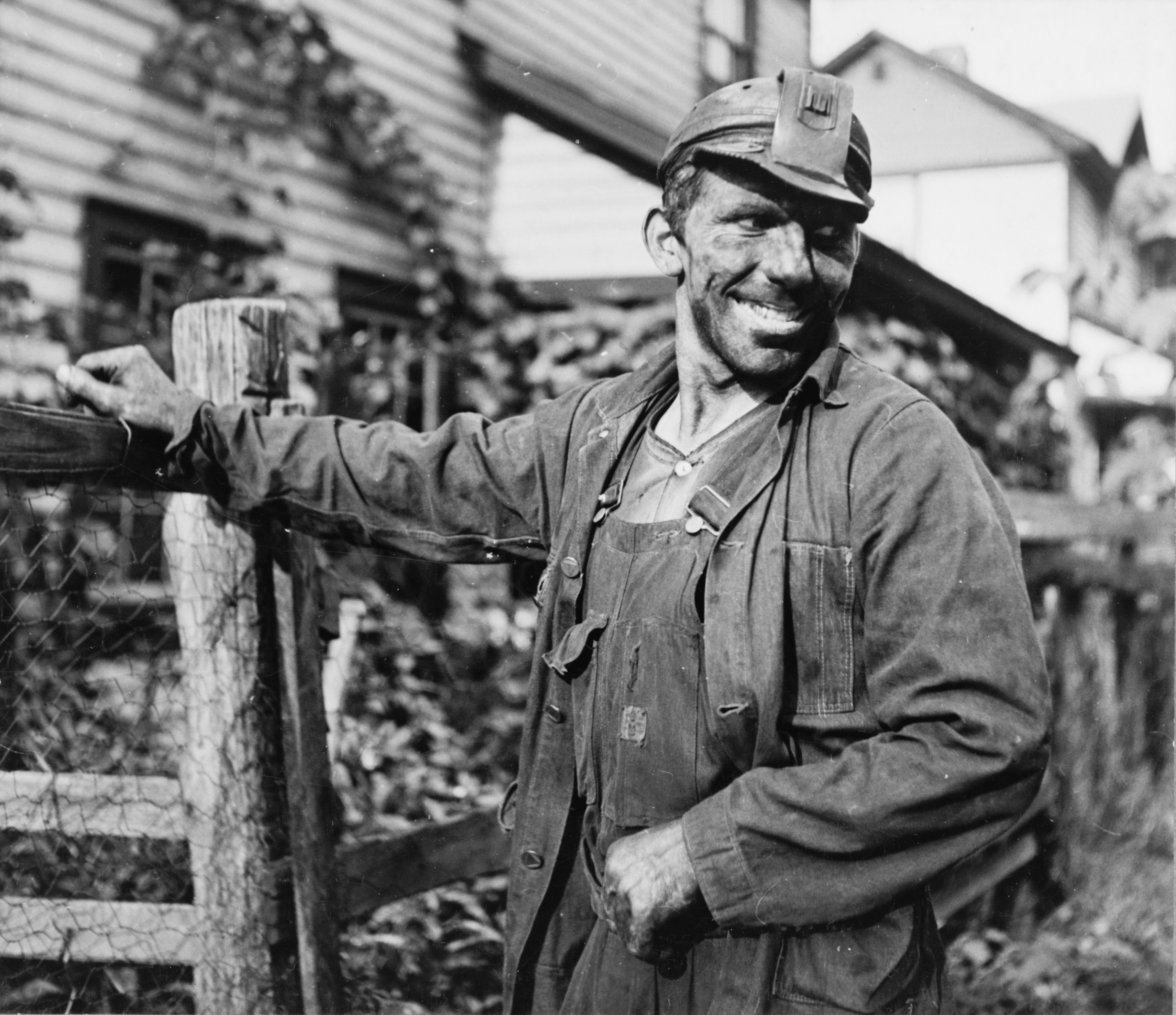
Egy lengyel szénbányász Capelsben, McDowell megyében, Nyugat – Virginia, 1938

A lengyel bevándorlók túlnyomó többsége nagyvárosi övezetekben telepedett le, és vonzották őket az ipari munkahelyek. A kisebbség, egyes becslések szerint mindössze tíz százaléka, vidéken telepedett le.
John Bukowczyk történész megjegyezte, hogy az Amerikában élő lengyel bevándorlók rendkívül mobilisak voltak, és valószínűleg 40-60 százalékuk 10 éven belül elköltözik valamelyik városrészből. Ennek okai nagyon individualisták; Bukowczyk elmélete szerint sok mezőgazdasági hátterű bevándorló vágyott a migrációra, mert végre megszabadultak a lengyelországi birtokukban lévő helyi földterületeiktől. Mások az üzleti életbe és a vállalkozói tevékenységbe akarta belépni, és többségük kiskereskedelmi üzleteket nyitott, például pékségeket, hentesüzleteket, szalonokat és nyomdákat.
A Lengyel Amerikai Örökség Hónapja a lengyel amerikai közösségek októberi eseménye, amelyet először 1981-ben ünnepeltek meg.

### Chicago

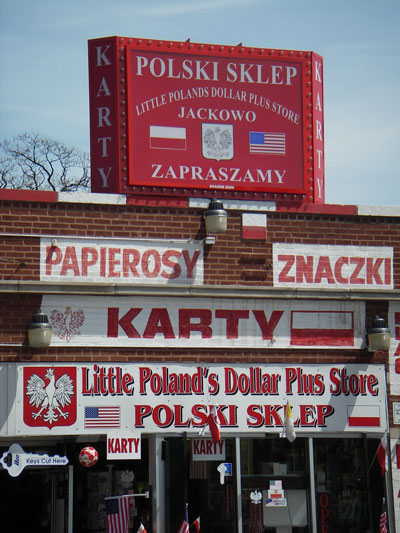
Lengyel üzletek a Milwaukee Avenue -n Chicagóban, Illinois államban

A városi lengyel amerikai közösségek egyik legjelentősebb mérete Chicagóban és a környező külvárosokban található. Chicago egy lengyel kultúrával burjánzó város, amely Lengyelországon kívül a legnépesebb lengyel városnak tartja magát, körülbelül 185 000 lengyel beszélőjével , így a lengyel a harmadik legtöbbet beszélt nyelv Chicagóban. A chicagói lengyel közösség befolyását számos lengyel-amerikai szervezet bizonyítja: az Amerikai Lengyel Múzeum, az Amerikai Lengyel Római Katolikus Szövetség (a legrégebbi lengyel amerikai testvérszervezet az Egyesült Államokban), a Lengyel Amerikai Szövetség, a Lengyel Amerikai Kongresszus, a Lengyel Nemzeti Szövetség, a Lengyel Sólymok, a Polish Highlanders Alliance of North America és az Amerikai Lengyel Genealógiai Társaság . Ráadásul Illinoisban több mint egymillió lengyel származású lakos él, a német és ír amerikaiak után a harmadik legnagyobb etnikai csoport. Chicago környékén számos lengyel élelmiszerbolt, étterem és templom található.
Chicagó lengyel közössége a város északnyugati és délnyugati oldala mentén, a Milwaukee és az Archer Avenue mentén összpontosult. A chicagói Taste of Polonia gasztronómiai fesztivált Jefferson Parkban található Copernicus Foundationben ünneplik minden munkanapi hétvégén. Közel 3 millió lengyel származású ember él a Chicago és Detroit közötti területen, beleértve Észak-Indianát, amely a chicagói nagyváros része. A közösség a demokrata párt elkötelezett támogatójaként játszott szerepet, és több kongresszusi helyet is kapott. A vezető képviselő Dan Rostenkowski kongresszusi képviselő volt, a Kongresszus egyik legbefolyásosabb tagja (1959-1995), aki különösen az adózási kérdésekben volt nagy befolyással, mielőtt börtönbe került.

### New York City nagyvárosi övezete
A new yorki nagyvárosi övezetben, ideértve a New York- i Brooklyn kerületet és New Jersey északi részét is, a második legnagyobb lengyel amerikai közösségnek ad otthont , és mára alig marad el a chicagói körzet lengyel lakosságától. A brooklyni New York-i Greenpoint, a New York-i Little Poland otthona, míg Williamsburg, Maspeth és Ridgewood élénk lengyel közösségeket is tartalmaz. 2014-ben a New York-i nagyváros megelőzte Chicagót, mivel a legtöbb új legális bevándorlót vonzza az Egyesült Államokba Lengyelországból.

#### Más területek
A New Jersey állambeli Hudson megyében Bayonne ad otthont New Jersey legnagyobb lengyel amerikai közösségének, míg a Bergen megyei Wallingtonban az államban a legmagasabb arányban élnek lengyel amerikaiak, és ez egyben az egyik legmagasabb arány az Egyesült Államokban, több mint 40%. New Jersey-n belül azonban a lengyel lakosság gyorsan növekszik Cliftonban, Passaic megyében, valamint Garfieldben, Bergen megyében.
Riverhead, New York, Long Island keleti részén található, egy Polish town (lengyel város) néven ismert negyedet foglal magába, ahol a második világháború óta sok lengyel bevándorló telepedett le; a város lengyel építészettel, üzletekkel és a Szent Izidor katolikus templommal rendelkezik, a lengyel város pedig éves nyári lengyel vásárnak ad otthont. A LOT lengyel légitársaság non-stop járatot biztosít a New York-i Queens városrészben található JFK nemzetközi repülőtér, Newark és Varsó között.
A Kosciuszko Foundation székhelye New Yorkban található.

### Wisconsin és Minnesota

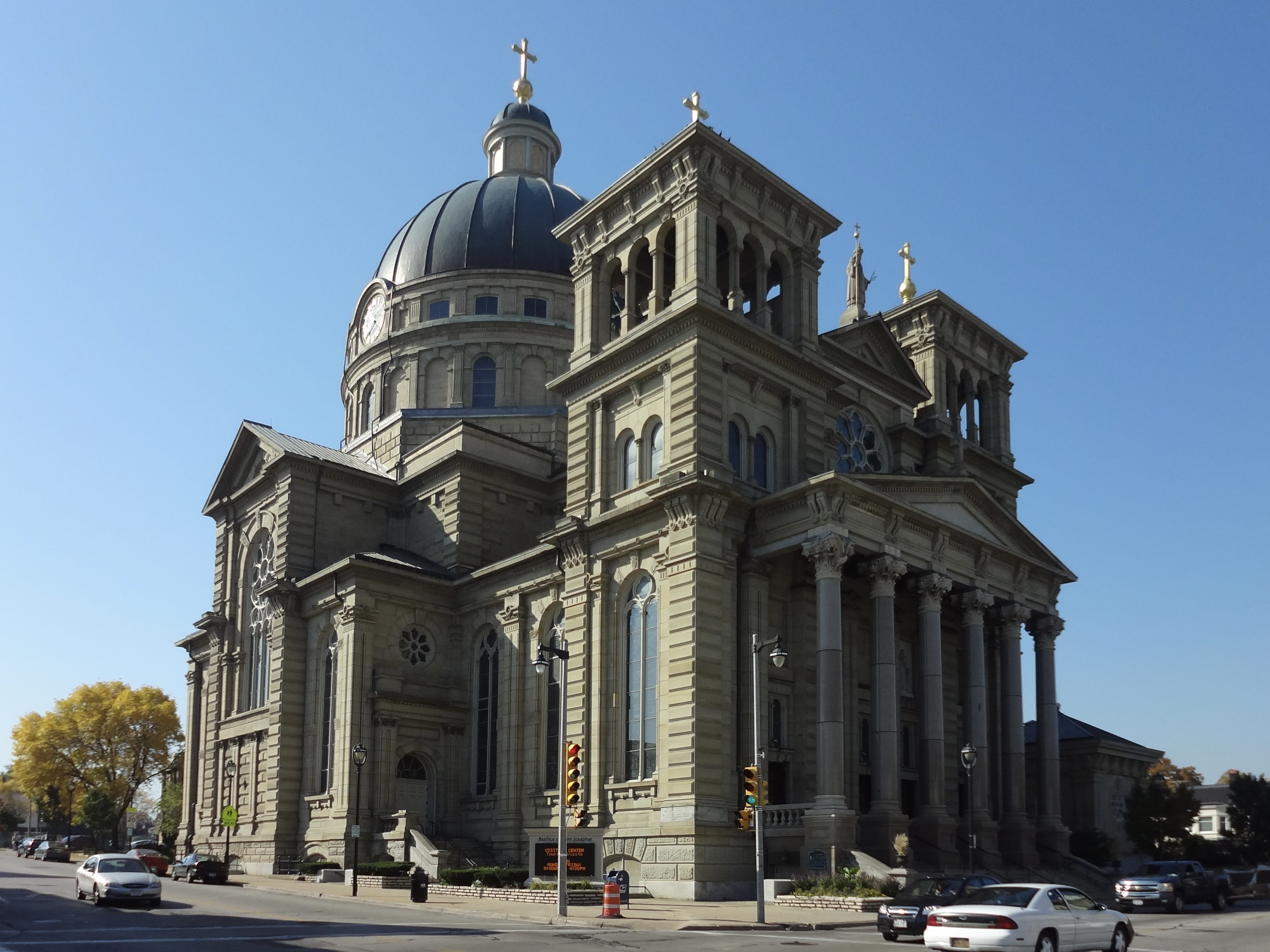
A Wisconsin állambeli Milwaukee- ban található Szent Josapát-bazilika a Nagy-tavak régiójában található templomépítészet úgynevezett lengyel katedrálisának stílusát példázza.

Milwaukee lengyel lakosságát mindig is beárnyékolta a város jelentős amerikai német lakosa. Ennek ellenére a város egykori népes lengyel közössége számos lengyel katedrálist épített, köztük a monumentális Szent József-bazilikát és a Szent Stanislaus katolikus templomot . Sok lengyel lakos és vállalkozás még mindig a Lincoln Village szomszédságában található. A város ad otthont a Polish Festnek is, az Egyesült Államok legnagyobb lengyel fesztiváljának, ahová Wisconsin egész területéről és a közeli Chicagóból érkeznek lengyel amerikaiak, hogy megünnepeljék a lengyel kultúrát zene, étel és szórakozás révén. A Minneapolis és Szent Pál testvérvárosokban található Polonia központja a Minneapolis északkeleti szomszédságában található Szent Kereszt-templom, ahol egy élénk lengyel minisztérium továbbra is gondoskodik a lengyel római katolikus hívekről.
Wisconsin, Minnesota és Nebraska  államokban más-más típusú településeken képviseltetik magukat, jelentős számban a lengyel közösségek, hisz falusi területeken telepedtek le. John Radzilowski történész becslése szerint Minnesotában a lengyelek harmada vidéki területeken telepedett le, ahol 40 közösséget hoztak létre, amelyek gyakran egy katolikus templom köré összpontosultak. A legtöbb telepes a felosztás során Poroszország által elfoglalt lengyel területekről érkezett, egy alcsoport pedig Sziléziából érkezett. A Lengyelország balti-tengeri partvidékéről származó kasub kisebbség is erősen képviseltette magát a Minnesotába érkezett lengyel bevándorlók között, leginkább Winonában. A Lengyelországtól és a nagyobb városi lengyel közösségektől való viszonylagos elszigeteltség ellenére, az erős közösségi integráció miatt ezek a közösségek az 1970-es években bizonyos esetekben továbbra is lengyelül beszéltek, és továbbra is erős lengyel identitással rendelkeznek.

### Michigan

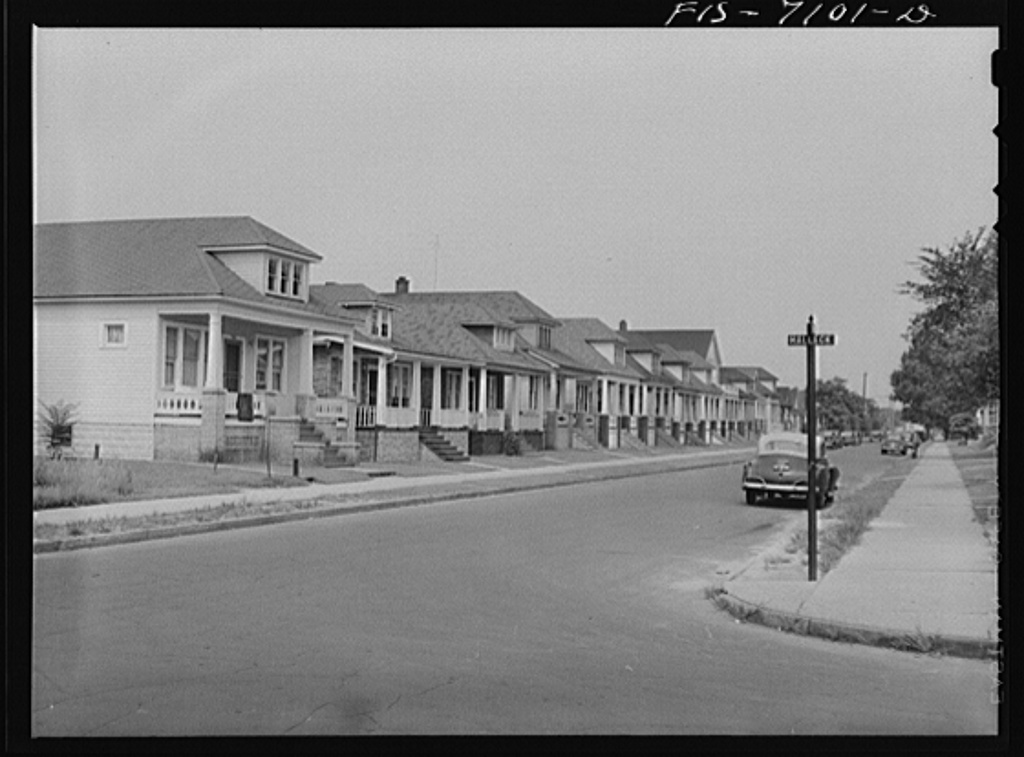
Házak egy lengyel negyedben Detroitban, Michigan államban

Michigan több mint 850 000 lakosú lengyel lakossága a harmadik legnagyobb az Egyesült Államok államai között, New York és Illinois mögött. A lengyel amerikaiak Michigan teljes lakosságának 8,6%-át teszik ki. Detroit városának hatalmas lengyel közössége van, amely történelmileg Poletownban és Hamtramckben telepedett le Detroit keleti oldalán, a Michigan Avenue mentén a 23. utcától keletre Dearbornig, Delray nyugati felén, Warrendale egyes részein és számos városrészben. Wyandotte lefelé. Poletown északi részét megtisztították a lakosoktól, hogy helyet adjon a General Motors Detroit/Hamtramck Assembly üzemének. Ma itt találhatók Amerika legpompásabb lengyel templomai, mint például a Szent Stanislaus, a Mária legédesebb Szíve, a Szent Albertus, a Szent József és a Szent Jácint. Michigan államban végig lengyel lakosságú. A nagyvárosi Detroit, Grand Rapids, Bay City, Alpena és környéke mellett Michigan hüvelykujja, Manistee, valamint számos helyen Észak-Alsó-Michiganben és Michigan dél-középső részén is jelentős lengyel lakossággal rendelkezik.
A lengyel befolyás még mindig érezhető az egész nagyvárosi Detroit területén, különösen Wyandotte külvárosában, amely lassan a lengyel amerikai tevékenységek fő központjává válik az államban. A Lengyelországból érkező új bevándorlók számának növekedése hozzájárul a Kármel-hegyi Boldogasszony plébánia közösségének és számos lengyel amerikai civil szervezet megerősödéséhez, amelyek Wyandotte városában találhatók. Detroit külvárosában, Troyban található az Amerikai Lengyel Kulturális Központ is, ahol az Országos Lengyel-Amerikai Sporthírességek Csarnokának több mint 200 műtárgya látható több mint 100 benevezett személytől, köztük Stan Musialtól és Mike Krzyzewskitől . A St. Mary's Preparatory, egy középiskola Orchard Lake- ben, történelmileg lengyel gyökerekkel, egy népszerű éves lengyel megyei vásárt szponzorál, amely "Amerika legnagyobb középiskolai vásárának" nevezi magát.

## Politika
A lengyel-amerikaiak egy nagy szavazótömböt alkotnak, amelyet mind a demokrata, mind a republikánus párt keresett. A lengyel amerikaiak az Egyesült Államok lakosságának 3,2%-át teszik ki, de a becslések szerint 2012-ben a teljes választók közel 10%-át teszik ki  A lengyel-amerikai lakosság több közép-nyugati billegő államban összpontosul, ami miatt a lengyel-amerikaiak számára fontos kérdéseket nagyobb valószínűséggel hallják az elnökjelöltek. John Kromkowski szerint a lengyel-amerikaiak "szinte archetipikus billegő szavazókat " alkotnak. A Piast Intézet megállapította, hogy 2008-ban a lengyel amerikaiak 36%-a demokrata, 33%-a független és 26%-a republikánus. Ideológiailag a Demokrata Párt konzervatívabb szárnyához sorolták őket, és sokkal erősebb hajlandóságot mutattak a harmadik felek jelöltjei iránt az elnökválasztáson, mint az amerikai közvélemény.
Történelmileg a lengyel-amerikai szavazók a demokrata és a republikánus pártok között billegtek az adott  párt éppen aktuális a gazdaság- és társadalompolitikájától függően. Az 1918-as választásokon Woodrow Wilson a lengyel autonómiára tett ígéretei révén tett gesztusokat a lengyeleknek. 1928-ban erős támogatást nyújtottak a mélyen katolikus Al Smithnek. Még lelkesebben támogatták a New Deal Koalíciót és Franklin D. Roosevelt elnököt. A második világháborúban hevesen felléptek a náci Németország ellen. Az FDR négy ciklusa alatt folyamatosan megszerezte a lengyel szavazatok több mint 90%-át.